# Біньтхуан
Біньтхуан (в'єт. Bình Thuận) — провінція на південному сході В'єтнаму, розташована на узбережжі Південно-Китайського моря, недалеко від Хошиміна. Площа становить 7810,4 км²; населення за даними на 2009 рік — 1 167 023 особи. Адміністративний центр — місто Фантхьєт.

## Географія
Гори займають північну і північно-східну частини провінції, південна частина головним чином рівнинна. Вздовж узбережжя є кілька пагорбів заввишки більше 200 м; найвища точка Біньтхуана стновить 1548 метрів над рівнем моря і знаходиться на північному заході провінції, поблизу з кордоном з провінцією Ламдонг. Біньтхуану належить кілька островів, серед них острів Фукуї, розташований за 120 км на північний захід від міста Фантхьєт. Є декілька річок, що починаються у горах на півночі провінції або у провінції Ламдонг; найбільше озеро — Сонгкуанг, знаходиться за 30 км на північ від Фантхьєта.
Ліси складають близько половини від площі провінції. Це один з найбільш посушливих регіонів країни, більша частина Біньтхуана отримує менше 800 мм опадів на рік.

## Економіка
Біньтхуан — великий виробник рису. Біля третини всіх сільськогосподарських площ провінції зайнято рисом, що втім, досить мало для В'єтнаму. Важливу роль відіграє рибальство.

## Населення
За даними на 2007 рік населення становило 1 170 700 чоловік. Міське населення — 37,5 %, що є досить високим показником для В'єтнаму. Середній річний приріст населення становить 1,35 %.
Національній склад населення (за даними перепису 2009 року): в'єтнамці 1 080 724 особи (92,61 %), тями 34 690 осіб (2,97 %), раглай 15 440 осіб (1,32 %), кого 11 233 (0,96 %), хоа 10 243 особи (0,88 %), тай 5 192 особи (0,44 %), інші 9 501 особа (0,81 %).